# Культура Китаяма
Культура Китаяма (яп. 北山文化, «культура Северной Горы») — термин, которым обозначают японскую культуру 2-й половины XIV — начала XV века. Соответствует началу периода Муромати, правлению 3-го сёгуна сёгуната Муромати Асикаги Ёсимицу.

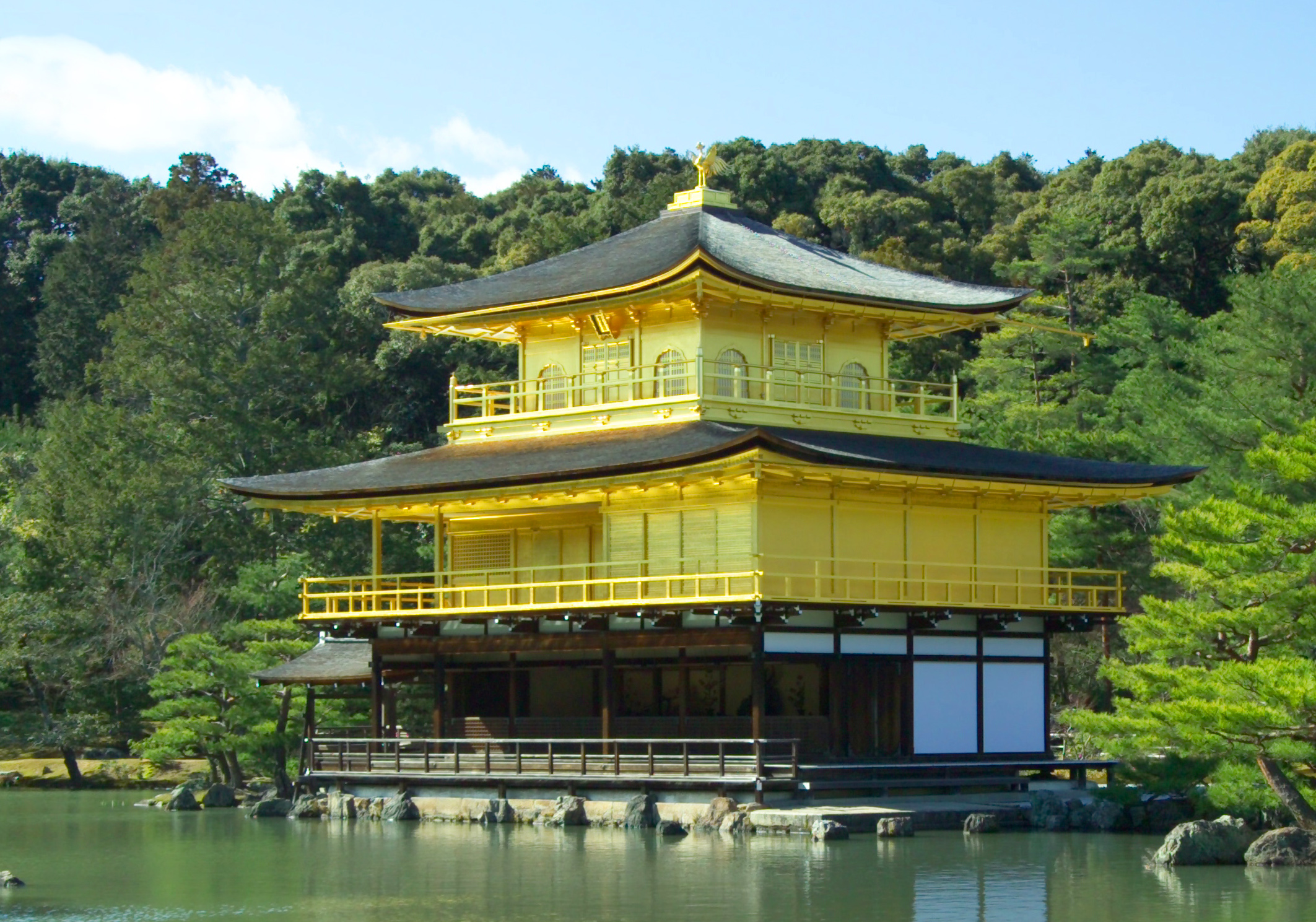
Восстановленный «Золотой павильон» Кинкаку в дзэн-буддистском храме в Киото

Культура названа в честь «Северной горы» — Китаяма, местности неподалёку средневекового Киото, где сёгун имел собственную резиденцию, известную сегодня как «Золотой павильон».
Характерными чертами культуры являются:
- симбиоз традиционной культуры японских аристократов кугэ с обычаями самураев;
- влияние китайского изобразительного искусства династии Мин, а именно монохромных «картин тушью»;
- развитие литературы и поэзии при японских монастырях «пяти гор»;
- появление нового театрального искусства Но.